# دورین د وریس
دورین د وریس (انگلیسی: Dorien de Vries؛ زادهٔ ۷ دسامبر ۱۹۶۵) ورزشکار اهل پادشاهی هلند است.